# 黄炳耀
黄 炳耀（ウォン・ピンユー、バリー・ウォンまたはバリー・ウォン・ピンユー、英語: Barry Wong / Barry Wong Ping Yiu、1946年11月24日 - 1991年10月15日）は、1980年代から1990年代にかけて活躍した香港の脚本家、演出家、俳優である。初期のジャッキー・チェン、サモ・ハン・キンポーの作品において脚本家として非常に重要な役割を果たした。
日本語圏以外では、「バリー・ウォン」という名は一般に黄炳耀を指す。日本語圏でのみ「バリー・ウォン」と呼ばれている香港の映画監督・プロデューサーの王晶（ウォン・ジン）とは全くの別人である。しかし、両者が同時期に同じ香港で活躍したこともあり、日本の映画関係の文献では混同されていることが多く、注意を要する。本項では王晶との混同を防ぐため、「バリー・ウォン」は用いず「ウォン・ピンユー」の表記で統一する。

## 来歴
1971年に香港中文大学の芸術系（芸術学部）を卒業した。その後、天主教培聖中学で教鞭をとりながら、麗的電視（現在の亜洲電視）や佳藝電視などで脚本家として活動した。
ジャッキー・チェンが1980年に自らの会社「拳威影片有限公司」を設立した際、最初に制作した映画『孖宝闖八関』（中文繁体字：孖寶闖八關）の脚本を担当した。その後、ジャッキーのゴールデン・ハーベスト移籍と歩調を合わせるように同社に移籍し、サモ・ハン・キンポーが製作する作品を主に手掛けていた。
製作に関与した作品は、日本でもヒットした『五福星』（1983年）、『大福星』（1985年）、『七福星』（1985年、日本公開1987年）などのいわゆる「福星（ラッキースター）」シリーズや、『霊幻道士』シリーズが挙げられる。
1980年代末に入ると、香港のコメディ映画は人気が落ちてきたため、脚本の仕事を減らすとともに、俳優としても活動するようになった。チョウ・ユンファ主演の『狼 男たちの挽歌・最終章』（1989年）では杜警司役、チャウ・シンチー主演の『超アブない激辛刑事 カリー&ペッパー』（1990年、日本ではビデオスルー）では周長官役を演じた。
1991年10月15日、渡航先のドイツで、脳出血により44歳の若さで亡くなった。

## 日本語圏における王晶との混同について
日本語圏以外で「バリー・ウォン」という名前は一般に、ウォン・ピンユーのことを指す。
しかし、日本語圏の映画データの多く（特に2010年以前）は「バリー・ウォン」という名前が王晶（ウォン・ジン）を指すケースがほとんどである。
ウォン・ジン本人が「バリー・ウォン（Barry Wong）」という別名は日本で勝手につけられたものであると述べたことが、2010年に日本で出版された書籍の中で言及されており、ウォン・ジンが自ら「Barry Wong」と名乗ったことは一度もない。
中国語版Wikipediaや百度百科の「王晶」の項目においても「Barry Wong」という別名の存在は一切確認できず、どのような経緯で「バリー・ウォン」という別名がウォン・ジン本人の知らない間に日本語圏で勝手に定着したのかは、定かではない。
ウォン・ピンユーとウォン・ジンは共に香港中文大学の卒業生であり、1980年代から1990年代に香港映画の世界で活躍していたことから、何らかの手違いで日本の映画関係者が両者を混同した可能性が存在する。
そのため、日本語のデータベースには、ウォン・ジンとウォン・ピンユーがともに「バリー・ウォン」と表記されており、両者の判別ができない場合がある。この問題を解決するには、中国語のデータベースにおいて「黄炳耀（黃炳耀）」と「王晶」を個別に確認する必要がある。

## 作品一覧
映画（脚本担当）
- 孖寶闖八關 (1980年) （ジャッキー・チェン製作）
- 老鼠街 (1981年) （ジャッキー・チェン製作）
- ユン・ピョウ in ドラ息子カンフー（中国語版）（原題：敗家仔） (1981年) （ユン・ピョウ主演）
- ピックポケット!（中国語版）（原題：提防小手） (1982年) （サモ・ハン・キンポー主演）
- ドラゴンロード（原題：龍少爺） (1982年) （ジャッキー・チェン主演）
- 霊幻師弟 人嚇人（原題：人嚇人） (1982年)
- 五福星（原題：奇謀妙計五福星）(1983年) （サモ・ハン・キンポー監督・主演、ジャッキー・チェン主演。ウォン・ピンユーもカメオ出演している）
- カンフー風林火山（原題：虎鷹） (1983年)
- アザー・サイド・オブ・ジェントルマン（原題：君子好逑） (1984年) （アラン・タム、ブリジット・リン主演。ウォン・ピンユーもカメオ出演している）
- 伊人再見 (1984年) （ウォン・ピンユーもカメオ出演している）[5]
- ファースト・ミッション（原題：龍的心）(1985年) （ジャッキー・チェン、サモ・ハン・キンポー主演）
- 香港発活劇エクスプレス 大福星（原題：福星高照）(1985年)  （サモ・ハン・キンポー監督・主演、ジャッキー・チェン主演）
- 開心三響炮 (1985年) （ナタリス・チャン、エリック・ツァン主演）
- 醜小鴨 (1985年)
- レスリー・チャン あの日にかえりたい（原題：龍鳳智多星）(1985年) （レスリー・チャン主演）
- 老友鬼鬼 (1985年) （エリック・ツァン主演）
- 七福星（原題：夏日福星）(1985年) （サモ・ハン・キンポー、ジャッキー・チェン主演）[注釈 3]
- 霊幻道士（原題：殭屍先生） (1985年)
- 霊幻道士2 キョンシーの息子たち!（原題：殭屍家族） (1986年)
- 冒険活劇 上海エクスプレス（原題：富貴列車）(1986年) （サモ・ハン・キンポー監督・主演、ユン・ピョウ主演）
- 検事Mr.ハー/俺が法律だ（中国語版）（原題：執法先鋒） (1986年) （ユン・ピョウ主演）
- 小生獻醜 (1986年) （エリック・ツァン主演）
- 再見媽咪 (1986年) （サモ・ハン・キンポー製作）
- デブゴンの霊幻刑事（原題：霹雳大喇叭） (1986年) （サモ・ハン・キンポー主演）
- ユン・ピョウ in ポリス・ストーリー（原題：神勇雙响炮續集） (1986年) （サモ・ハン・キンポー製作、ユン・ピョウ主演）
- 十福星（中国語版）（原題：最佳福星） (1986年)
- レディ・ハード 香港大捜査線（原題：皇家師姐） (1987年)
- サンダーアーム/龍兄虎弟（原題：龍兄虎弟） (1987年) （ジャッキー・チェン、アラン・タム主演）
- イースタン・コンドル（原題：東方禿鷹） (1987年) （サモ・ハン・キンポー監督・主演、ユン・ピョウ、ジョイス・コウ主演）
- 猛鬼學堂 (1988年) （リッキー・ホイ、ジャッキー・チュン主演。ウォン・ピンユーもカメオ出演している）
- 霸王女福星 (1988年)
- 富貴開心鬼 (1989年)  （トン・ピョウ主演）
- 富貴兵團（中国語版）（原題：富貴兵團） (1989年) （アンディ・ラウ、サモ・ハン・キンポー主演）[注釈 4]
- 妙探雙龍 (1989年)
- 捉鬼大師 (1989年) （ジャッキー・チュン主演）
- ペディキャブ・ドライバー（原題：群龍戲鳳） (1989年) （サモ・ハン・キンポー監督、エリック・ツァン主演）
- 無名家族 復讐の狼たち（中国語版）（原題：無名家族） (1990年) （ジョイ・ウォン主演）
- 最佳賊拍檔 (1990年)
- 鬼喰う鬼（原題：鬼咬鬼） (1990年) （サモ・ハン・キンポー製作・主演）
- 98分署香港レディ・コップス（原題：皇家女将） (1990年) （サモ・ハン・キンポー監督、ジョイス・コウ主演）
- コイサンマン、キョンシーアフリカへ行く（原題：非洲和尚）(1991年) 脚本・制作
- ファイト・バック・トゥ・スクール（原題：逃學威龍）(1991年)　（ウォン・ジン製作、チャウ・シンチー主演）[注釈 5]
- 豪門夜宴 (1991年)  （エリック・ツァン主演）
- 離線枕邊人 (1991年) （サモ・ハン・キンポー監督・主演）
- 賊聖 (1991年)
- 五福星撞鬼 (1991年) （サモ・ハン・キンポー監督・主演、エリック・ツァン主演）
- 愛という名のもとに（原題：雙城故事）(1991年) （ピーター・チャン監督、アラン・タム、エリック・ツァン、マギー・チャン主演）
- 香港魔界大戦（原題：西藏小子）(1992年) （ユン・ピョウ主演）
- ツイン・ドラゴン（原題：雙龍會）(1992年) （ジャッキー・チェン、マギー・チャン主演）
- 痴情快婿 (1992年) （レオン・ライ、ビビアン・チョウ主演）
- 龍貓燒須 (1992年)
- ハード・ボイルド 新・男たちの挽歌（原題：辣手神探）(1992年) （チョウ・ユンファ、トニー・レオン主演）